# Tour de Utah 2014
La 10.ª edición del Tour de Utah (llamado oficialmente: The Larry H.Miller Tour of Utah), se disputó desde el 4 al 10 de agosto de 2014.
Contó con siete etapas, una más que en años anteriores y comenzó en Cedar City, finalizando Park City tras 1.212,8 km de recorrido. Hubo dos finales en alto, en las estaciones de esquí Powder Mountain (4.ª etapa) y Snowbird (6.ª), ambas de categoría especial.
Por cuarta vez estuvo incluida en el calendario internacional americano, siendo la 24.ª carrera del UCI America Tour 2013-2014.
El ganador fue por segundo año consecutivo el estadounidense Tom Danielson del Garmin Sharp, quien además ganó una etapa. Lo acompañaron en el podio Chris Horner y Winner Anacona, ambos del Lampre-Merida.
En las clasificaciones secundarias se impusieron Jure Kocjan (puntos), Joey Rosskopf (montaña), Dylan Teuns (jóvenes) y Lampre-Merida (equipos),

## Equipos participantes
Tomaron parte de la carrera 16 equipos, siendo 6 de categoría UCI ProTeam, 3 de categoría Profesionales Continentales y 7 de categoría Continentales. Los conjuntos estuvieron integrados por 8 ciclistas (excepto el Garmin Sharp, Cannondale, Funvic y Jelly Belly-Maxxis que lo hicieron con 7; y el Novo Nordisk que lo hizo con 6), formando así un pelotón de 122 corredores, de los que finalizaron 92.
| Equipo                                  | Cód. UCI | Categoría               |
| --------------------------------------- | -------- | ----------------------- |
| Garmin Sharp                            | GRS      | UCI ProTeam             |
| BMC Racing Team                         | BMC      | UCI ProTeam             |
| Trek Factory Racing                     | TFR      | UCI ProTeam             |
| Cannondale                              | CAN      | UCI ProTeam             |
| Belkin-Pro Cycling Team                 | BEL      | UCI ProTeam             |
| Lampre-Merida                           | BEL      | UCI ProTeam             |
| UnitedHealthcare Pro Cycling Team       | UHC      | Profesional Continental |
| Drapac Professional Cycling             | DPC      | Profesional Continental |
| Team Novo Nordisk                       | TNN      | Profesional Continental |
| Team Smartstop                          | SSC      | Continental             |
| Optum-Kelly Benefit Strategies          | OPM      | Continental             |
| Bissell Development Team                | BDT      | Continental             |
| Funvic Brasilinvest-São José dos Campos | FUN      | Continental             |
| Jamis-Hagens Berman                     | JSH      | Continental             |
| Hincapie Sportswear Development Team    | HSD      | Continental             |
| Jelly Belly presented by Maxxis         | JBC      | Continental             |

## Etapas
| Etapa | Fecha        | Recorrido                                 | km    | Ganador        | Líder          |
| 1.ª   | 4 de agosto  | Cedar City-Cedar City                     | 182,6 | Moreno Hofland | Moreno Hofland |
| 2.ª   | 5 de agosto  | Panguitch-Torrey                          | 210,3 | Michael Schär  | Jure Kocjan    |
| 3.ª   | 6 de agosto  | Lehi-Miller Motorsports Park              | 190,3 | Moreno Hofland | Jure Kocjan    |
| 4.ª   | 7 de agosto  | Ogden-Powder Mountain                     | 168,5 | Tom Danielson  | Tom Danielson  |
| 5.ª   | 8 de agosto  | Evanston-Kamas                            | 163,1 | Eric Young     | Tom Danielson  |
| 6.ª   | 9 de agosto  | Salt Lake City-Estación de esquí Snowbird | 172,5 | Cadel Evans    | Tom Danielson  |
| 7.ª   | 10 de agosto | Park City-Park City                       | 125,5 | Cadel Evans    | Tom Danielson  |

## Clasificaciones

### Clasificación general
| Posición | Ciclista        | Equipo                         | Tiempo           |
| -------- | --------------- | ------------------------------ | ---------------- |
|          | Tom Danielson   | Garmin Sharp                   | 30 h 18 min 04 s |
| 2º       | Chris Horner    | Lampre-Merida                  | a 52 s           |
| 3º       | Winner Anacona  | Lampre-Merida                  | a 1 min 43 s     |
| 4º       | Ben Hermans     | BMC Racing                     | a 1 min 46 s     |
| 5º       | Wilco Kelderman | Belkin                         | a 1 min 49 s     |
| 6º       | Cadel Evans     | BMC                            | a 2 min 14 s     |
| 7º       | Carter Jones    | Optum-Kelly Benefit Strategies | a 2 min 57 s     |
| 8º       | Alex Diniz      | Funvic                         | a 3 min 48 s     |
| 9º       | George Bennett  | Cannondale                     | a 4 min 00 s     |
| 10º      | Lachlan Norris  | Drapac                         | a 4 min 59 s     |

### Clasificación por puntos
| Posición | Ciclista      | Equipo           | Puntos |
| -------- | ------------- | ---------------- | ------ |
|          | Jure Kocjan   | Smartstop        | 46     |
| 2º       | Kiel Reijnen  | UnitedHealthcare | 35     |
| 3º       | Michael Schär | BMC              | 21     |

### Clasificación de la montaña
| Posición | Ciclista        | Equipo              | Puntos |
| -------- | --------------- | ------------------- | ------ |
|          | Joey Rosskopf   | Hincapie Sportswear | 50     |
| 2º       | Robin Carpenter | Hincapie Sportswear | 38     |
| 3º       | Tom Danielson   | Garmin Sharp        | 33     |

### Clasificación de los jóvenes
| Posición | Ciclista         | Equipo              | Puntos           |
| -------- | ---------------- | ------------------- | ---------------- |
|          | Dylan Teuns      | BMC                 | 30 h 28 min 07 s |
| 2º       | Clement Chevrier | Trek Factory Racing | a 14 s           |
| 3º       | Dion Smith       | Hincapie Sportswear | a 16 min 15 s    |

### Clasificación por equipos
| Posición | Equipo              | Tiempo           |
| -------- | ------------------- | ---------------- |
|          | Lampre-Merida       | 91 h 03 min 59 s |
| 2º       | BMC Racing          | a 2 min 08 s     |
| 3º       | Trek Factory Racing | a 17 min 32 s    |
| 4º       | Hincapie Sportswear | a 32 min 24 s    |
| 5º       | Jamis-Hagens Berman | a 54 min 07 s    |

## Evolución de las clasificaciones
| Etapa (Vencedor)           | Clasificación general | Clasificación por puntos | Clasificación de la montaña | Clasificación de los jóvenes | Clasificación por equipos | Premio de la combatividad |
| -------------------------- | --------------------- | ------------------------ | --------------------------- | ---------------------------- | ------------------------- | ------------------------- |
| 1.ª etapa (Moreno Hofland) | Moreno Hofland        | Moreno Hofland           | Robin Carpenter             | Rick Zabel                   | BMC                       | Matej Mohorič             |
| 2.ª etapa (Michael Schär)  | Jure Kocjan           | Jure Kocjan              | Joey Rosskopf               | Tanner Putt                  | BMC                       | Michael Schär             |
| 3.ª etapa (Moreno Hofland) | Jure Kocjan           | Moreno Hofland           | Robin Carpenter             | Robin Carpenter              | BMC                       | Daniel Summerhill         |
| 4.ª etapa (Tom Danielson)  | Tom Danielson         | Moreno Hofland           | Robin Carpenter             | Clement Chevrier             | Lampre-Merida             | Alex Diniz                |
| 5.ª etapa (Eric Young)     | Tom Danielson         | Jure Kocjan              | Robin Carpenter             | Clement Chevrier             | Lampre-Merida             | Jeff Louder               |
| 6.ª etapa (Cadel Evans)    | Tom Danielson         | Jure Kocjan              | Joey Rosskopf               | Clement Chevrier             | Lampre-Merida             | Jeff Louder               |
| 7.ª etapa (Cadel Evans)    | Tom Danielson         | Jure Kocjan              | Joey Rosskopf               | Dylan Teuns                  | Lampre-Merida             | Winner Anacona            |
| Final                      | Tom Danielson         | Jure Kocjan              | Joey Rosskopf               | Dylan Teuns                  | Lampre-Merida             |                           |